# Mnesia
Mnesia — распределенная СУБД реального времени, написанная на языке программирования Erlang. Технически является надстройкой над ETS- и DETS-таблицами, предоставляющей уровень транзакций и распределённого выполнения.

## Назначение
Так же, как и язык программирования Erlang, СУБД Mnesia была разработана компанией Ericsson для распределенных вычислений реального времени и систем высокой доступности для отрасли телекоммуникаций. Она не предназначена ни для использования в качестве офисной системы для обработки экономических данных, ни как замена стандартных SQL-систем. Mnesia создана для поддержки использования языка Erlang в случаях, когда требуется СУБД-подобное хранение данных. Mnesia более схожа с встраиваемыми движками СУБД, такими как Berkeley DB, чем с типичными SQL СУБД.